# Tacarcunatangare
De tacarcunatangare (Chlorospingus tacarcunae) is een zangvogel uit de familie Emberizidae (Gorzen).

## Verspreiding en leefgebied
Deze soort komt voor in de bergwouden van oostelijk Panama en uiterst noordwestelijk Colombia.